# Stazione di Yeşilköy
La stazione di Yeşilköy (in turco: Yeşilköy istasyonu) è la stazione ferroviaria di Yeşilköy a Istanbul. Situata a circa 17 km a ovest della stazione di Sirkeci, la stazione è servita da treni pendolari suburbani di Istanbul. 

## Storia
La stazione originale, che si affaccia su Istasyon Caddesi, il viale principale del quartiere, è stata inaugurata nel 1871, chiusa nel marzo 2013 e successivamente riaperta come parte del progetto Marmaray. 
La riapertura della stazione ricostruita è avvenuta il 12 marzo 2019.
La nuova stazione di Yeşilköy ha una piattaforma e una banchina le quali servono tre binari.